# R-ace GP
R-ace GP est une équipe de sport automobile française créée en 2011. Elle participe aux championnats d'Europe de Formule Régionale (Formula Regional European Championship by Alpine), à la Formule Régionale du Moyen Orient (FRMEC), à la F4 du Moyen-Orient, à l'Euro 4, au Championnat d'Italie de Formule 4 et à la Michelin Le Mans Cup.

## Historique

### 2011 - 2012: Débuts de R-ace GP
R-ace GP est fondée en 2011 par Thibaut De Mérindol et Cyril Comte,.
Pour sa première année, l'équipe participe aux championnats Eurocup Formula Renault 2.0 et Formula Renault 2.0 Northern European Cup (NEC). Norman Nato, Pieter Schothorst et Côme Ledogar figurent alors parmi leurs pilotes. Dans sa première année de FR2.0, l'équipe se classe 8e du championnat Eurocup.
En 2012, l'équipe engage les pilotes Andrea Pizzitola, Pierre Gasly et Nyck de Vries. Elle se classe à la 5e place dans les deux championnats de FR2.0, De Vries remportant la première victoire de l'équipe en N.

### 2013 - 2015: ART Junior Team
En 2013, R-ace GP forme une étroite collaboration avec ART Grand Prix et prend le nom de ART Junior Team. Pizzitola est rejoint par Esteban Ocon, Alexandre Baron, Nicolas Jamin, Tanart Sathienthirakul et Alberto di Folco. L'équipe termine 2e derrière Tech 1 Racing au classement du championnat Eurocup. Ocon se classe 3e au classement général pilotes.
L'année suivante, l'équipe change son groupe de pilotes avec Aurélien Panis, Callan O'Keefe, Levin Amweg et Simon Gachet. R-ace GP obtient la 4e place dans les deux championnats avec des victoires d'Amweg, O'Keefe et Panis.
En 2015, R-ace GP s'engage dans un nouveau championnat, le Renault Sport Trophy (en remplacement du Megane RS Trophy). L’équipe recrute Andrea Pizzitola et Richard Gonda pour former le 1er duo, Indy Dontje et Toni Forné pour le deuxième duo. Au classement par équipes, R-ace GP se classe 2e, alors qu’au classement pilotes, Pizzitola termine 1er des PRO et Gonda 2e des AM. La même année, Max Defourny (en), Ukyo Sasahara, et Darius Oskoui forment le line-up Renault 2.0. Will Palmer participe au meeting à Silverstone et se classe dans le top 3 des Rookies. R-ace GP termine 2e du championnat NEC, Sasahara et Defourny remportant des victoires et des places dans le top 5 au classement général. En Eurocup, l’équipe termine à la 6e position.

### 2016 - 2019: Titres en Eurocup
En 2016, l'équipe reprend son nom initial de R-ace GP. Max Defourny et Will Palmer restent dans l’équipe et sont rejoints par Julien Falchero. Marcus Armstrong participe aux deux derniers meetings de NEC avec l’équipe. R-ace GP se classe de nouveau 2e en NEC et prend la 3e place en Eurocup, avec Defourny terminant 3e du classement pilotes. Pour la seconde saison du Renault Sport Trophy, les duos Kevin Korjus/Fredrik Blomstedt et Raoul Owens/Toni Forné rejoignent l’équipe. Au classement par équipes, R-ace GP occupe la 3e position, alors que Korjus termine 2e en PRO et Blomstedt 3e en AM.
En 2017, Palmer et Defourny restent dans l’équipe pour une 2e saison d’Eurocup. Ils sont rejoints par Robert Shwartzman et le rookie Raúl Guzman (en). Pour le championnat NEC, l'équipe recrute quatre pilotes du championnat de France F4 2016, le vice-champion Gilles Magnus, Michael Benyahia, Théo Coicaud et Charles Milesi. Logan Sargeant rejoint R-ace GP pour les deux dernières manches de NEC. L’équipe termine première dans les deux championnats, notamment avec des victoires de Shwartzman, Palmer, Magnus.
En 2018, R-ace GP recrute Max Fewtrell et Victor Martins, tous deux issus de la Renault Sport Academy, tandis que Logan Sargeant et Charles Milesi continuent en Eurocup. Dans le championnat NEC, Gabriel Gandulia rejoint l’équipe. Pour la 2e année consécutive, R-ace GP remporte le titre par équipes avant la fin de la saison. Max Fewtrell gagne le titre pilotes lors de la dernière course à Barcelone avec seulement 17,5 points de plus que Lundgaard. L'équipe vendéenne réalise une première dans l'histoire de la Formule Renault 2.0 en classant ses quatre pilotes au quatre premières places lors de la course 2 au Nürburgring.
En 2019, l’écurie fait peau neuve avec un nouveau trio de pilotes pour le championnat Formule Renault Eurocup. Oscar Piastri, Aleksandr Smolyar et le rookie Caio Collet forme l’équipe R-ace GP. Oscar Piastri termine champion, Aleksandr Smolyar troisième et Caio Collet termine cinquième et meilleur rookie de la saison. Au terme de cette saison 2019, R-ace GP remporte une nouvelle fois le titre par équipe et le titre pilotes. Parallèlement, l’écurie participe pour la première fois au championnat F4 ADAC et à quelques manches du championnat F4 Italia. Pour cette première participation Grégoire Saucy, Mickael Belov, László Tóth et le rookie Hadrien David composent l’équipe R-ace GP.

### 2020 - 2024: La confirmation
En 2020, R-ace GP reconduit Caio Collet en Formule Renault Eurocup. Il est accompagné par Petr Ptacek. En lutte pour le titre face à Victor Martins, le Brésilien termine vice-champion. En Formule 4 ADAC, R-ace GP poursuit son développement et fait confiance à Victor Bernier, Kirill Smal, Artem Lobanenko et Roe Meyuhas.
En 2021, avec Hadrien David, Zane Maloney, Isack Hadjar et Léna Bühler, l'écurie remporte le titre par équipe en Formule Régionale. David se classe également deuxième au classement « pilotes ».
En 2022 et 2023, l'écurie est vice-championne du Championnat de Formule Régionale.
En 2024, l'écurie participe au Championnat régional de Formule du Moyen-Orient et remporte les titres de Team Champion et Driver Champion. Tuukka Taponen remporte également le titre de Rookie Champion. Cette même année, l'écurie s'engage aussi dans la Michelin Le Mans Cup, dont elle termine vice-championne.

### À partir de 2025
En 2025, R-ace GP remporte trois titres en F4 Middle East : Champion Équipe, Champion Pilote (avec Emanuele Olivieri) et Vice-Champion Pilote (avec Alex Powell, pilote junior Mercedes). L'équipe termine également vice-championne de la Formula Regional Middle East, avec la troisième place au classement pilote pour Ugo Ugochukwu. Pour son retour en Michelin Le Mans Cup, R-ace GP annonce trois LMP3 Duqueine D09.

## Résultats depuis 2019

### Michelin Le Mans Cup
| Michelin Le Mans Cup | Michelin Le Mans Cup       | Michelin Le Mans Cup | Michelin Le Mans Cup | Michelin Le Mans Cup | Michelin Le Mans Cup | Michelin Le Mans Cup | Michelin Le Mans Cup | Michelin Le Mans Cup | Michelin Le Mans Cup | Michelin Le Mans Cup |
| Year                 | Chassis                    | Number               | Drivers              | Races                | Victories            | Podiums              | Points               | Driver standings     | Team standings       |                      |
| -------------------- | -------------------------- | -------------------- | -------------------- | -------------------- | -------------------- | -------------------- | -------------------- | -------------------- | -------------------- | -------------------- |
| 2024                 | Duqueine Automotive – LMP3 | 85                   | Hadrien David        | 7                    | 1                    | 3                    | 68                   | 2e                   | 2e                   |                      |
| 2024                 | Duqueine Automotive – LMP3 | 85                   | Fabien Michal        | 7                    | 1                    | 3                    | 68                   | 2e                   | 2e                   |                      |
| 2025                 | Duqueine Automotive – LMP3 | 85                   | Hadrien David        | 4                    | 0                    | 2                    | 38                   | 3e                   | 3e                   |                      |
| 2025                 | Duqueine Automotive – LMP3 | 85                   | Hugo Schwarze        | 4                    | 0                    | 2                    | 38                   | 3e                   | 3e                   |                      |
| 2025                 | Duqueine Automotive – LMP3 | 86                   | Edgar Pierre         | 4                    | 0                    | 0                    | 14                   | 9e                   | 3e                   |                      |
| 2025                 | Duqueine Automotive – LMP3 | 86                   | Joel Granfors        | 2                    | 0                    | 0                    | 14                   | 9e                   | 3e                   |                      |
| 2025                 | Duqueine Automotive – LMP3 | 86                   | Jin Nakamura         | 2                    | 0                    | 0                    | 0                    | 20e                  | 3e                   |                      |
| 2025                 | Duqueine Automotive – LMP3 | 88 (PRO / AM)        | Romano Ricci         | 4                    | 0                    | 1                    | 28                   | 5e                   | 5e                   |                      |
| 2025                 | Duqueine Automotive – LMP3 | 88 (PRO / AM)        | Fabien Lavergne      | 4                    | 0                    | 1                    | 28                   | 5e                   | 5e                   |                      |

### FRECA - Formule Régionale Europe by Alpine
| Formule Régionale Europe | Formule Régionale Europe | Formule Régionale Europe | Formule Régionale Europe | Formule Régionale Europe | Formule Régionale Europe | Formule Régionale Europe | Formule Régionale Europe | Formule Régionale Europe | Formule Régionale Europe |
| Année                    | Voiture                  | Pilotes                  | Courses                  | Victoires                | Podiums                  | Points                   | Classement pilote        | Classement équipe        |                          |
| ------------------------ | ------------------------ | ------------------------ | ------------------------ | ------------------------ | ------------------------ | ------------------------ | ------------------------ | ------------------------ | ------------------------ |
| 2021                     | Tatuus–Alpine            | Isack Hadjar             | 20                       | 2                        | 6                        | 166                      | 5e                       | Champion                 |                          |
| 2021                     | Tatuus–Alpine            | Zane Maloney             | 20                       | 1                        | 7                        | 170                      | 4e                       | Champion                 |                          |
| 2021                     | Tatuus–Alpine            | Hadrien David            | 20                       | 2                        | 9                        | 209                      | 2e                       | Champion                 |                          |
| 2021                     | Tatuus–Alpine            | Léna Bühler              | 20                       | 0                        | 0                        | 0                        | 38e                      | Champion                 |                          |
| 2021                     | Tatuus–Alpine            | Sami Meguetounif         | 4                        | 0                        | 0                        | 0                        | NC†                      | Champion                 |                          |
| 2022                     | Tatuus–Alpine            | Lorenzo Fluxá            | 19                       | 0                        | 1                        | 47                       | 12e                      | 2e                       |                          |
| 2022                     | Tatuus–Alpine            | Hadrien David            | 20                       | 3                        | 7                        | 222                      | 4e                       | 2e                       |                          |
| 2022                     | Tatuus–Alpine            | Gabriel Bortoleto        | 20                       | 2                        | 5                        | 176                      | 6e                       | 2e                       |                          |
| 2022                     | Tatuus–Alpine            | Léna Bühler              | 3                        | 0                        | 0                        | 0                        | 39e                      | 2e                       |                          |
| 2023                     | Tatuus–Alpine            | Martinius Stenshorne     | 20                       | 5                        | 11                       | 261                      | 2e                       | 2e                       |                          |
| 2023                     | Tatuus–Alpine            | Tim Tramnitz             | 20                       | 3                        | 10                       | 239                      | 3e                       | 2e                       |                          |
| 2023                     | Tatuus–Alpine            | Matías Zagazeta          | 20                       | 0                        | 0                        | 12                       | 22e                      | 2e                       |                          |
| 2024                     | Tatuus–Alpine            | Tuukka Taponen           | 20                       | 4                        | 7                        | 197                      | 3e                       | 2e                       |                          |
| 2024                     | Tatuus–Alpine            | Enzo Deligny             | 20                       | 0                        | 0                        | 61                       | 12e                      | 2e                       |                          |
| 2024                     | Tatuus–Alpine            | Zachary David            | 20                       | 0                        | 1                        | 58                       | 13e                      | 2e                       |                          |
| 2025                     | Tatuus–Alpine            | Jin Nakamura             | 8                        | 0                        | 0                        | 17                       | 13e                      | 3e                       |                          |
| 2025                     | Tatuus–Alpine            | Enzo Deligny             | 8                        | 1                        | 3                        | 90                       | 3e                       | 3e                       |                          |
| 2025                     | Tatuus–Alpine            | Akshay Bohra             | 8                        | 0                        | 1                        | 41                       | 8e                       | 3e                       |                          |

† Conducteur auxiliaire, sans point.

### FRMEC - Formule Régionale Moyen-Orient
| Formule Régionale Moyen-Orient | Formule Régionale Moyen-Orient | Formule Régionale Moyen-Orient | Formule Régionale Moyen-Orient | Formule Régionale Moyen-Orient | Formule Régionale Moyen-Orient | Formule Régionale Moyen-Orient | Formule Régionale Moyen-Orient | Formule Régionale Moyen-Orient | Formule Régionale Moyen-Orient |
| Année                          | Voiture                        | Pilotes                        | Courses                        | Victoires                      | Podiums                        | Points                         | Classement pilote              | Classement équipe              |                                |
| ------------------------------ | ------------------------------ | ------------------------------ | ------------------------------ | ------------------------------ | ------------------------------ | ------------------------------ | ------------------------------ | ------------------------------ | ------------------------------ |
| 2022                           | Tatuus–Alfa Romeo              | Lorenzo Fluxá                  | 15                             | 0                              | 1                              | 64                             | 10e                            | 5e                             |                                |
| 2022                           | Tatuus–Alfa Romeo              | Oliver Goethe                  | 12                             | 0                              | 0                              | 1                              | 25e                            | 5e                             |                                |
| 2022                           | Tatuus–Alfa Romeo              | Francesco Braschi              | 9                              | 0                              | 0                              | 3                              | 22e                            | 5e                             |                                |
| 2022                           | Tatuus–Alfa Romeo              | Hadrien David                  | 6                              | 2                              | 2                              | 64                             | 9e                             | 5e                             |                                |
| 2022                           | Tatuus–Alfa Romeo              | Gabriel Bortoleto              | 6                              | 1                              | 1                              | 46                             | 14e                            | 5e                             |                                |
| 2022                           | Tatuus–Alfa Romeo              | Léna Bühler                    | 6                              | 0                              | 0                              | 0                              | 29e                            | 5e                             |                                |
| 2023                           | Tatuus–Alfa Romeo              | Levente Révész                 | 15                             | 0                              | 0                              | 9                              | 25e                            | 5e                             |                                |
| 2023                           | Tatuus–Alfa Romeo              | Nikhil Bohra                   | 15                             | 1                              | 2                              | 73                             | 9e                             | 5e                             |                                |
| 2023                           | Tatuus–Alfa Romeo              | Matías Zagazeta                | 9                              | 0                              | 1                              | 28                             | 17e                            | 5e                             |                                |
| 2023                           | Tatuus–Alfa Romeo              | Martinius Stenshorne           | 9                              | 0                              | 0                              | 20                             | 18e                            | 5e                             |                                |
| 2023                           | Tatuus–Alfa Romeo              | Tim Tramnitz                   | 6                              | 0                              | 0                              | 14                             | 20e                            | 5e                             |                                |
| 2023                           | Tatuus–Alfa Romeo              | Francesco Braschi              | 6                              | 0                              | 0                              | 6                              | 27e                            | 5e                             |                                |
| 2024                           | Tatuus–Alfa Romeo              | Tuukka Taponen                 | 15                             | 5                              | 9                              | 255                            | Champion                       | Champion                       |                                |
| 2024                           | Tatuus–Alfa Romeo              | Zachary David                  | 15                             | 0                              | 4                              | 112                            | 4e                             | Champion                       |                                |
| 2024                           | Tatuus–Alfa Romeo              | Martinius Stenshorne           | 9                              | 0                              | 4                              | 100                            | 8e                             | Champion                       |                                |
| 2024                           | Tatuus–Alfa Romeo              | Jesse Carrasquedo Jr.          | 15                             | 0                              | 0                              | 0                              | 24e                            | Champion                       |                                |
| 2024                           | Tatuus–Alfa Romeo              | Kanato Le                      | 6                              | 0                              | 0                              | 1                              | 22e                            | Champion                       |                                |
| 2025                           | Tatuus–Alfa Romeo              | Enzo Deligny                   | 15                             | 1                              | 3                              | 147                            | 5e                             | 2e                             |                                |
| 2025                           | Tatuus–Alfa Romeo              | Jin Nakamura                   | 15                             | 1                              | 2                              | 94                             | 10e                            | 2e                             |                                |
| 2025                           | Tatuus–Alfa Romeo              | Akshay Bohra                   | 15                             | 1                              | 1                              | 48                             | 14e                            | 2e                             |                                |
| 2025                           | Tatuus–Alfa Romeo              | Ugo Ugochukwu                  | 15                             | 1                              | 6                              | 205                            | 3e                             | 2e                             |                                |

† Conducteur auxiliaire, sans point.

### Formule 4 Italie
| 2019 | Tatuus–Abarth | Grégoire Saucy     | 9  | 0 | 0 | 28 | 15e | 8e  |
| 2019 | Tatuus–Abarth | László Tóth        | 9  | 0 | 0 | 0  | 38e | 8e  |
| 2020 | Tatuus–Abarth | Victor Bernier     | 3  | 0 | 0 | 1  | 28e | 13e |
| 2020 | Tatuus–Abarth | Kirill Smal        | 2  | 0 | 0 | 0  | 33e | 13e |
| 2021 | Tatuus–Abarth | Marcus Amand       | 6  | 0 | 0 | 0  | 40e | 7e  |
| 2021 | Tatuus–Abarth | Victor Bernier     | 6  | 0 | 0 | 30 | 13e | 7e  |
| 2021 | Tatuus–Abarth | Sami Meguetounif   | 6  | 0 | 0 | 22 | 19e | 7e  |
| 2022 | Tatuus–Abarth | Frederik Lund      | 20 | 0 | 0 | 0  | 29e | 7e  |
| 2022 | Tatuus–Abarth | Marcos Flack       | 6  | 0 | 0 | 0  | 39e | 7e  |
| 2022 | Tatuus–Abarth | Adam Fitzgerald    | 6  | 0 | 0 | 4  | 22e | 7e  |
| 2022 | Tatuus–Abarth | Hadrien David      | 2  | 0 | 0 | 10 | 18e | 7e  |
| 2022 | Tatuus–Abarth | Raphaël Narac      | 2  | 0 | 0 | 0  | 50e | 7e  |
| 2022 | Tatuus–Abarth | Giovanni Maschio   | 3  | 0 | 0 | 0  | 54e | 7e  |
| 2023 | Tatuus–Abarth | Raphaël Narac      | 21 | 0 | 0 | 11 | 19e | 6e  |
| 2023 | Tatuus–Abarth | Matteo Quintarelli | 21 | 0 | 0 | 0  | 31e | 6e  |
| 2023 | Tatuus–Abarth | Matteo de Palo     | 3  | 0 | 0 | 10 | 20e | 6e  |
| 2023 | Tatuus–Abarth | Kabir Anurag       | 3  | 0 | 0 | 0  | 41e | 6e  |
| 2024 | Tatuus–Abarth | Lukka Sammalisto   | 15 | 0 | 0 | 11 | 18e | 6e  |
| 2024 | Tatuus–Abarth | Enzo Yeh           | 21 | 0 | 0 | 6  | 23e | 6e  |
| 2025 | Tatuus–Abarth | Emanuele Olivieri  | 11 | 0 | 2 | 82 | 5e  | 3e  |
| 2025 | Tatuus–Abarth | Alex Powell        | 11 | 0 | 1 | 56 | 8e  | 3e  |
| 2025 | Tatuus–Abarth | Oleksandr Savinkov | 11 | 0 | 0 | 1  | 26e | 3e  |
| 2025 | Tatuus–Abarth | Emily Cotty        | 11 | 0 | 0 | 0  | 32e | 3e  |
| 2025 | Tatuus–Abarth | Guy Albag          | 11 | 0 | 0 | 0  | 28e | 3e  |

† Conducteur auxiliaire, sans point.

### Euro-4 Championship
| 2023 | Tatuus–Abarth | Raphaël Narac      | 3 | 0 | 0 | 1 | 18e | 5e |
| 2023 | Tatuus–Abarth | Matteo Quintarelli | 3 | 0 | 0 | 0 | 30e | 5e |
| 2024 | Tatuus–Abarth | Lukka Sammalisto   | 6 | 0 | 0 | 4 | 20e | 6e |
| 2024 | Tatuus–Abarth | Enzo Yeh           | 9 | 0 | 0 | 0 | 25e | 6e |

† Conducteur auxiliaire, sans point.

### Formule 4 UAE
| 2022 | Tatuus–Abarth | Martinius Stenshorne  | 20 | 0 | 1  | 72  | 10e      | 7e       |
| 2022 | Tatuus–Abarth | Nikhil Bohra          | 20 | 0 | 0  | 17  | 20e      | 7e       |
| 2022 | Tatuus–Abarth | Victoria Blokhina     | 16 | 0 | 0  | 0   | 37e      | 7e       |
| 2022 | Tatuus–Abarth | Maksim Arkhangelskiy  | 4  | 0 | 0  | 0   | 31e      | 7e       |
| 2023 | Tatuus–Abarth | Zachary David         | 15 | 1 | 2  | 59  | 8e       | 7e       |
| 2023 | Tatuus–Abarth | Jesse Carrasquedo Jr. | 15 | 0 | 0  | 20  | 18e      | 7e       |
| 2023 | Tatuus–Abarth | Alexander Abkhazava   | 15 | 0 | 0  | 2   | 28e      | 7e       |
| 2023 | Tatuus–Abarth | Raphaël Narac         | 12 | 0 | 0  | 0   | 32e      | 7e       |
| 2024 | Tatuus–Abarth | Enzo Deligny          | 9  | 1 | 2  | 73  | 8e       | 6e       |
| 2024 | Tatuus–Abarth | Enzo Yeh              | 15 | 0 | 1  | 37  | 14e      | 6e       |
| 2024 | Tatuus–Abarth | Jules Caranta*        | 15 | 0 | 0  | 37  | 15e      | 6e       |
| 2024 | Tatuus–Abarth | Luka Sammalisto       | 15 | 0 | 0  | 12  | 20e      | 6e       |
| 2024 | Tatuus–Abarth | Raphaël Narac*        | 15 | 0 | 0  | 4   | 23e      | 6e       |
| 2025 | Tatuus–Abarth | Emanuele Olivieri     | 20 | 6 | 12 | 339 | Champion | Champion |
| 2025 | Tatuus–Abarth | Alex Powell           | 20 | 5 | 9  | 281 | 2e       | Champion |
| 2025 | Tatuus–Abarth | Oleksandr Savinkov    | 20 | 0 | 0  | 64  | 11e      | Champion |
| 2025 | Tatuus–Abarth | Emily Cotty           | 20 | 0 | 0  | 0   | 21e      | Champion |

* Pilotes ayant également piloté pour Saintéloc Racing.
† Conducteur auxiliaire, sans point.

## Résultats dans les anciens championnats

### FR 2.0 Eurocup
| 2011 | Barazi-Epsilon–Renault | Côme Ledogar           | 14 | 0 | 0  | 9     | 19e      | 8e       |
| 2011 | Barazi-Epsilon–Renault | Pieter Schothorst (nl) | 14 | 0 | 0  | 1     | 24e      | 8e       |
| 2011 | Barazi-Epsilon–Renault | Norman Nato            | 14 | 0 | 2  | 58    | 11e      | 8e       |
| 2012 | Barazi-Epsilon–Renault | Nyck de Vries          | 14 | 0 | 2  | 78    | 5e       | 5e       |
| 2012 | Barazi-Epsilon–Renault | Pierre Gasly           | 14 | 0 | 2  | 49    | 10e      | 5e       |
| 2012 | Barazi-Epsilon–Renault | Andrea Pizzitola       | 14 | 0 | 0  | 12    | 21e      | 5e       |
| 2013 | Tatuus–Renault         | Alexandre Baron        | 8  | 0 | 0  | 0     | 27e      | 2e       |
| 2013 | Tatuus–Renault         | Nico Jamin             | 2  | 0 | 0  | 0     | NC†      | 2e       |
| 2013 | Tatuus–Renault         | Esteban Ocon           | 14 | 2 | 5  | 159   | 3e       | 2e       |
| 2013 | Tatuus–Renault         | Andrea Pizzitola       | 14 | 0 | 1  | 39    | 13e      | 2e       |
| 2014 | Tatuus–Renault         | Aurélien Panis         | 14 | 1 | 2  | 82    | 9e       | 4e       |
| 2014 | Tatuus–Renault         | Levin Amweg            | 12 | 0 | 0  | 42    | 13e      | 4e       |
| 2014 | Tatuus–Renault         | Simon Gachet           | 14 | 0 | 0  | 10    | 19e      | 4e       |
| 2014 | Tatuus–Renault         | Callan O'Keefe         | 14 | 0 | 0  | 28    | 16e      | 4e       |
| 2015 | Tatuus–Renault         | Ukyo Sasahara          | 17 | 1 | 4  | 116   | 7e       | 6e       |
| 2015 | Tatuus–Renault         | Darius Oskoui          | 17 | 0 | 1  | 36    | 13e      | 6e       |
| 2015 | Tatuus–Renault         | Max Defourny (en)      | 7  | 0 | 0  | 0     | NC†      | 6e       |
| 2015 | Tatuus–Renault         | Will Palmer (en)       | 3  | 0 | 0  | 0     | NC†      | 6e       |
| 2016 | Tatuus–Renault         | Will Palmer            | 15 | 1 | 2  | 76    | 7e       | 3e       |
| 2016 | Tatuus–Renault         | Julien Falchero        | 15 | 0 | 0  | 32.5  | 3e       | 3e       |
| 2016 | Tatuus–Renault         | Max Defourny           | 15 | 1 | 8  | 188.5 | 3e       | 3e       |
| 2016 | Tatuus–Renault         | Marcus Armstrong       | 2  | 0 | 0  | 0     | NC†      | 3e       |
| 2017 | Tatuus–Renault         | Will Palmer            | 13 | 3 | 10 | 298   | 2e       | Champion |
| 2017 | Tatuus–Renault         | Max Defourny           | 13 | 1 | 10 | 255   | 4e       | Champion |
| 2017 | Tatuus–Renault         | Robert Shwartzman      | 13 | 6 | 11 | 285   | 3e       | Champion |
| 2017 | Tatuus–Renault         | Raúl Guzmán            | 13 | 0 | 0  | 13    | 17e      | Champion |
| 2017 | Tatuus–Renault         | Théo Coicaud           | 2  | 0 | 0  | 0     | 32e      | Champion |
| 2017 | Tatuus–Renault         | Charles Milesi         | 2  | 0 | 0  | 0     | 33e      | Champion |
| 2018 | Tatuus–Renault         | Max Fewtrell           | 20 | 6 | 11 | 275.5 | Champion | Champion |
| 2018 | Tatuus–Renault         | Logan Sargeant         | 20 | 3 | 7  | 218   | 4e       | Champion |
| 2018 | Tatuus–Renault         | Charles Milesi         | 20 | 2 | 4  | 122.5 | 7e       | Champion |
| 2018 | Tatuus–Renault         | Victor Martins         | 20 | 2 | 6  | 186   | 5e       | Champion |

† Conducteur auxiliaire, sans point.

### FR 2.0 NEC
| 2011 | Barazi-Epsilon–Renault | Côme Ledogar           | 9  | 0 | 1 | 91    | 19e      | 8e       |
| 2011 | Barazi-Epsilon–Renault | Pieter Schothorst (nl) | 11 | 0 | 1 | 91    | 18e      | 8e       |
| 2011 | Barazi-Epsilon–Renault | Norman Nato            | 7  | 0 | 1 | 56    | 25e      | 8e       |
| 2012 | Barazi-Epsilon–Renault | Nyck de Vries          | 11 | 1 | 4 | 166   | 10e      | 4e       |
| 2012 | Barazi-Epsilon–Renault | Pierre Gasly           | 7  | 0 | 1 | 78    | 23e      | 4e       |
| 2012 | Barazi-Epsilon–Renault | Andrea Pizzitola       | 11 | 0 | 4 | 141   | 13e      | 4e       |
| 2013 | Tatuus–Renault         | Alberto di Folco       | 9  | 0 | 0 | 73    | 20e      |          |
| 2013 | Tatuus–Renault         | Alexandre Baron        | 5  | 0 | 0 | 0     | 54e      |          |
| 2013 | Tatuus–Renault         | Nico Jamin             | 18 | 0 | 1 | 144   | 7e       |          |
| 2013 | Tatuus–Renault         | Esteban Ocon           | 8  | 1 | 3 | 122   | 12e      |          |
| 2013 | Tatuus–Renault         | Andrea Pizzitola       | 14 | 1 | 3 | 190   | 6e       |          |
| 2013 | Tatuus–Renault         | Tanart Sathienthirakul | 18 | 0 | 0 | 123   | 11e      |          |
| 2013 | Tatuus–Renault         | Thiago Vivacqua        | 5  | 0 | 0 | 8     | 42e      |          |
| 2014 | Tatuus–Renault         | Aurélien Panis         | 6  | 1 | 2 | 77    | 19e      | 4e       |
| 2014 | Tatuus–Renault         | Jake Hughes            | 15 | 0 | 1 | 152   | 8e       | 4e       |
| 2014 | Tatuus–Renault         | Levin Amweg            | 7  | 1 | 4 | 107   | 15e      | 4e       |
| 2014 | Tatuus–Renault         | Callan O'Keefe         | 15 | 1 | 3 | 187   | 7e       | 4e       |
| 2014 | Tatuus–Renault         | James Allen            | 2  | 0 | 0 | 0     | NC†      | 4e       |
| 2015 | Tatuus–Renault         | Ukyo Sasahara          | 21 | 2 | 8 | 296   | 3e       | 2e       |
| 2015 | Tatuus–Renault         | Darius Oskoui          | 16 | 0 | 0 | 143   | 9e       | 2e       |
| 2015 | Tatuus–Renault         | Max Defourny (en)      | 16 | 2 | 4 | 218   | 4e       | 2e       |
| 2016 | Tatuus–Renault         | Will Palmer (en)       | 13 | 0 | 3 | 126   | 12e      | 2e       |
| 2016 | Tatuus–Renault         | Julien Falchero        | 15 | 0 | 0 | 124   | 13e      | 2e       |
| 2016 | Tatuus–Renault         | Max Defourny           | 15 | 3 | 9 | 285   | 2e       | 2e       |
| 2016 | Tatuus–Renault         | Marcus Armstrong       | 2  | 0 | 0 | 23    | 24e      | 2e       |
| 2017 | Tatuus–Renault         | Michaël Benyahia       | 11 | 0 | 4 | 163   | Champion | Champion |
| 2017 | Tatuus–Renault         | Théo Coicaud           | 11 | 0 | 0 | 129.5 | 4e       | Champion |
| 2017 | Tatuus–Renault         | Gilles Magnus          | 11 | 2 | 3 | 161   | 2e       | Champion |
| 2017 | Tatuus–Renault         | Charles Milesi         | 11 | 1 | 3 | 106   | 7e       | Champion |
| 2018 | Tatuus–Renault         | Gabriel Gandulia       | 12 | 0 | 8 | 172   | 2e       | Champion |
| 2018 | Tatuus–Renault         | Max Fewtrell           | 2  | 0 | 1 | 24    | 15e      | Champion |
| 2018 | Tatuus–Renault         | Logan Sargeant         | 4  | 1 | 3 | 87    | 4e       | Champion |
| 2018 | Tatuus–Renault         | Charles Milesi         | 4  | 0 | 1 | 57    | 8e       | Champion |
| 2018 | Tatuus–Renault         | Victor Martins         | 4  | 1 | 2 | 83    | 5e       | Champion |

† Conducteur auxiliaire, sans point.

### Formula Renault Eurocup
| Eurocup Formula Renault | Eurocup Formula Renault | Eurocup Formula Renault | Eurocup Formula Renault | Eurocup Formula Renault | Eurocup Formula Renault | Eurocup Formula Renault | Eurocup Formula Renault | Eurocup Formula Renault | Eurocup Formula Renault |
| Année                   | Voiture                 | Pilotes                 | Courses                 | Victoires               | Podiums                 | Points                  | Classement pilote       | Classement équipe       |                         |
| ----------------------- | ----------------------- | ----------------------- | ----------------------- | ----------------------- | ----------------------- | ----------------------- | ----------------------- | ----------------------- | ----------------------- |
| 2019                    | Tatuus–Renault          | Oscar Piastri           | 20                      | 7                       | 11                      | 320                     | Champion                | Champion                |                         |
| 2019                    | Tatuus–Renault          | Caio Collet             | 20                      | 0                       | 6                       | 207                     | 5e                      | Champion                |                         |
| 2019                    | Tatuus–Renault          | Alexander Smolyar       | 20                      | 3                       | 10                      | 255                     | 3e                      | Champion                |                         |
| 2019                    | Tatuus–Renault          | Grégoire Saucy          | 4                       | 0                       | 0                       | 0                       | NC†                     | Champion                |                         |
| 2020                    | Tatuus–Renault          | Caio Collet             | 20                      | 5                       | 12                      | 304                     | 2e                      | 2e                      |                         |
| 2020                    | Tatuus–Renault          | Petr Ptáček             | 14                      | 0                       | 0                       | 39                      | 14e                     | 2e                      |                         |
| 2020                    | Tatuus–Renault          | Michael Belov           | 10                      | 0                       | 0                       | 40                      | 13e                     | 2e                      |                         |

† Conducteur auxiliaire, sans point.

### Formule 4 ADAC
| 2019 | Tatuus–Abarth | Grégoire Saucy   | 20 | 0 | 2 | 95  | 9e  | 4e |
| 2019 | Tatuus–Abarth | László Tóth      | 20 | 0 | 0 | 2   | 20e | 4e |
| 2019 | Tatuus–Abarth | Michael Belov    | 17 | 1 | 2 | 122 | 8e  | 4e |
| 2019 | Tatuus–Abarth | Hadrien David    | 6  | 0 | 0 | 0   | NC† | 4e |
| 2020 | Tatuus–Abarth | Victor Bernier   | 21 | 2 | 6 | 225 | 5e  | 3e |
| 2020 | Tatuus–Abarth | Kirill Smal      | 21 | 0 | 3 | 91  | 9e  | 3e |
| 2020 | Tatuus–Abarth | Artem Lobanenko  | 9  | 0 | 0 | 24  | 13e | 3e |
| 2020 | Tatuus–Abarth | Roee Meyuhas     | 15 | 0 | 0 | 20  | 14e | 3e |
| 2021 | Tatuus–Abarth | Marcus Amand     | 18 | 0 | 0 | 37  | 12e | 3e |
| 2021 | Tatuus–Abarth | Victor Bernier   | 18 | 1 | 4 | 171 | 4e  | 3e |
| 2021 | Tatuus–Abarth | Sami Meguetounif | 18 | 0 | 0 | 67  | 11e | 3e |
| 2021 | Tatuus–Abarth | Levente Révész   | 6  | 0 | 0 | 0   | NC† | 3e |
| 2021 | Tatuus–Abarth | Nikhil Bohra     | 3  | 0 | 0 | 0   | 22e | 3e |

† Conducteur auxiliaire, sans point.

### Renault Sport Trophy
| Renault Sport Trophy | Renault Sport Trophy  | Renault Sport Trophy | Renault Sport Trophy | Renault Sport Trophy | Renault Sport Trophy | Renault Sport Trophy | Renault Sport Trophy | Renault Sport Trophy | Renault Sport Trophy | Renault Sport Trophy | Renault Sport Trophy |
| Année                | Voiture               | Catégorie            | Pilotes              | Courses              | Victoires            | Podiums              | P.P.                 | Meilleurs tours      | Points               | Classement pilote    | Classement équipe    |
| -------------------- | --------------------- | -------------------- | -------------------- | -------------------- | -------------------- | -------------------- | -------------------- | -------------------- | -------------------- | -------------------- | -------------------- |
| 2015                 | Renault Sport R.S. 01 | Elite                | Andrea Pizzitola     | 9                    | 2                    | 6                    | 3                    | 2                    | 140                  | Champion             | 2e                   |
| 2015                 | Renault Sport R.S. 01 | Prestige             | Richard Gonda        | 9                    | 3                    | 5                    | 6                    | 3                    | 123                  | 2e                   | 2e                   |
| 2015                 | Renault Sport R.S. 01 | Elite                | Indy Dontje          | 9                    | 1                    | 4                    | 0                    | 0                    | 96                   | 4e                   | 2e                   |
| 2015                 | Renault Sport R.S. 01 | Prestige             | Toni Forné           | 9                    | 0                    | 3                    | 0                    | 0                    | 81                   | 6e                   | 2e                   |
| 2016                 | Renault Sport R.S. 01 | Elite                | Kevin Korjus         | 9                    | 1                    | 4                    | 1                    | 0                    | 111                  | 2e                   | 3e                   |
| 2016                 | Renault Sport R.S. 01 | Prestige             | Fredrik Blomstedt    | 9                    | 1                    | 5                    | 2                    | 3                    | 115                  | 3e                   | 3e                   |
| 2016                 | Renault Sport R.S. 01 | Prestige             | Philippe Haezebrouck | 3                    | 0                    | 0                    | 0                    | 0                    | 0                    | NC†                  | 3e                   |
| 2016                 | Renault Sport R.S. 01 | Elite                | Raoul Owens          | 9                    | 0                    | 0                    | 0                    | 0                    | 37                   | 9e                   | 3e                   |
| 2016                 | Renault Sport R.S. 01 | Prestige             | Toni Forné           | 3                    | 0                    | 0                    | 0                    | 0                    | 24                   | 10e                  | 3e                   |
| 2016                 | Renault Sport R.S. 01 | Prestige             | Jean-Marc Merlin     | 1                    | 0                    | 0                    | 0                    | 0                    | 0                    | 20e                  | 3e                   |

† Conducteur auxiliaire, sans point.